# Bamber Bridge
Bamber Bridge ist ein urban village (engl. urbanes Dorf) in der englischen Grafschaft Lancashire und liegt etwa fünf Kilometer südöstlich von Preston am River Lostock.

## Geschichte
Die unbedeutende Ortschaft wurde ab 1764 durch eine Ansiedlung der Textilindustrie der erste Ort, der durch Kaliko-Drucke in Lancashire bekannt wurde. Der Niedergang der Textilindustrie Mitte des 19. Jahrhunderts wurde durch den Brand einer Baumwollmühle befördert.
Vom 24. bis 25. Juni 1943 war Bamber Bridge Austragungsort der Schlacht von Bamber Bridge (Battle of Bamber Bridge) genannten Feuergefechte zwischen im Ort stationierten, schwarzen US-Soldaten und der US-amerikanischen Militärpolizei. Zuvor hatte ein Militärpolizist beabsichtigt, die zum Zeitpunkt in den USA praktizierte Rassentrennung auch in einem Pub des englischen Dorfes durchzusetzen, und daraufhin einen Soldaten erschossen.

## Verkehr
Hier geht die A49 road in die A6 road über. Der Bahnhof wird von der Calder Valley Line bedient.

## Sehenswürdigkeiten
- katholische Marienkirche (St Mary’s Church), 1826 erbaut
- anglikanische Kirchen (St Aidan's Church, St Saviour's Church)
- Ye Olde Hob Inn, Pub und Ausgangsort der Schlacht von Bamber Bridge

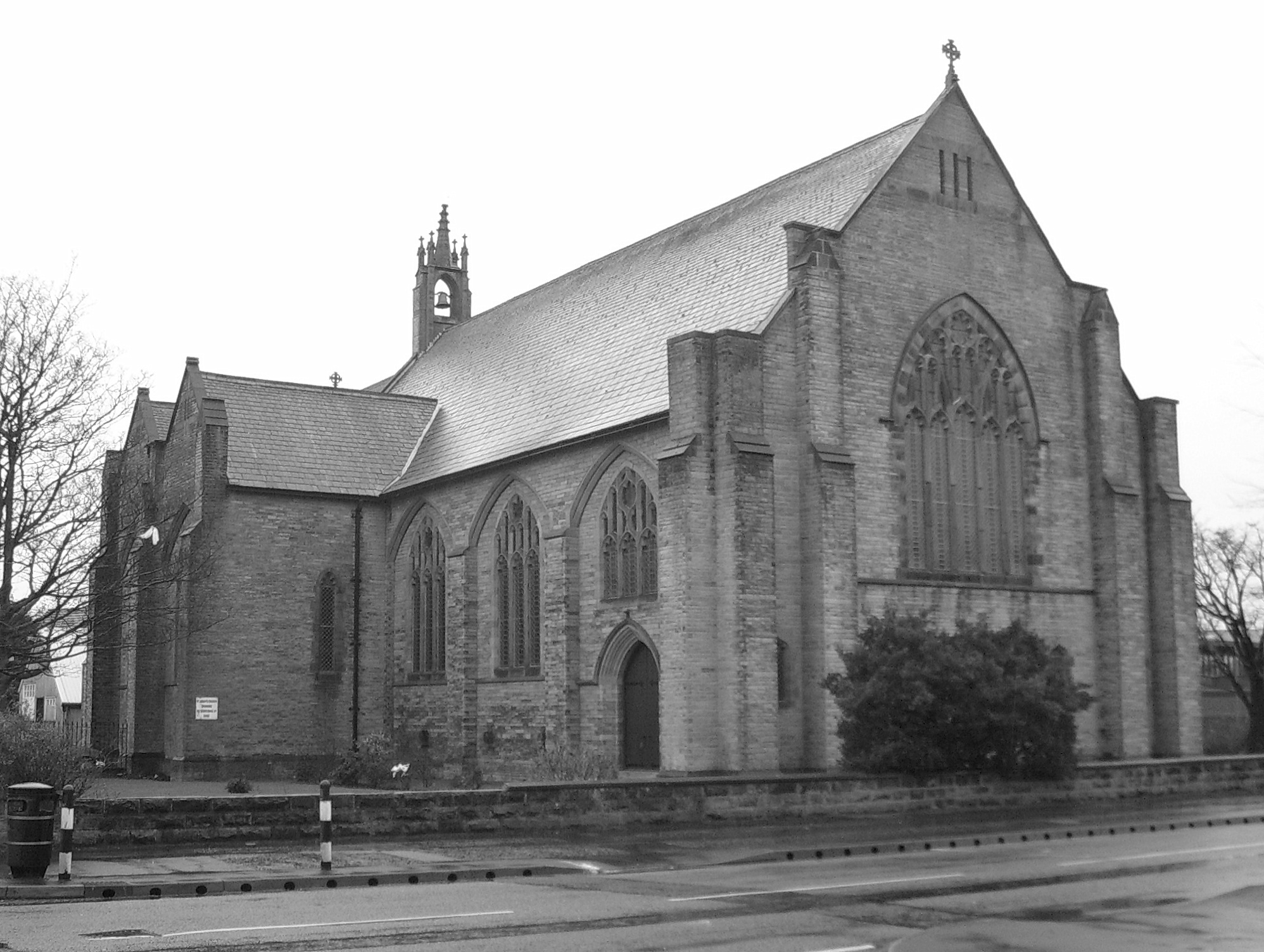
St Aidan's Church
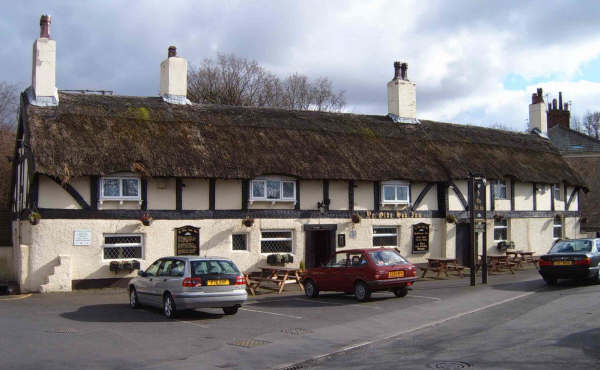
Pub Ye Olde Hob Inn

## Persönlichkeiten
- Steve Parr (1926–2019), Fußballspieler
- Kevin Brown (* 1950), Bluesmusiker (Gitarre)